# Uta von Schauenburg

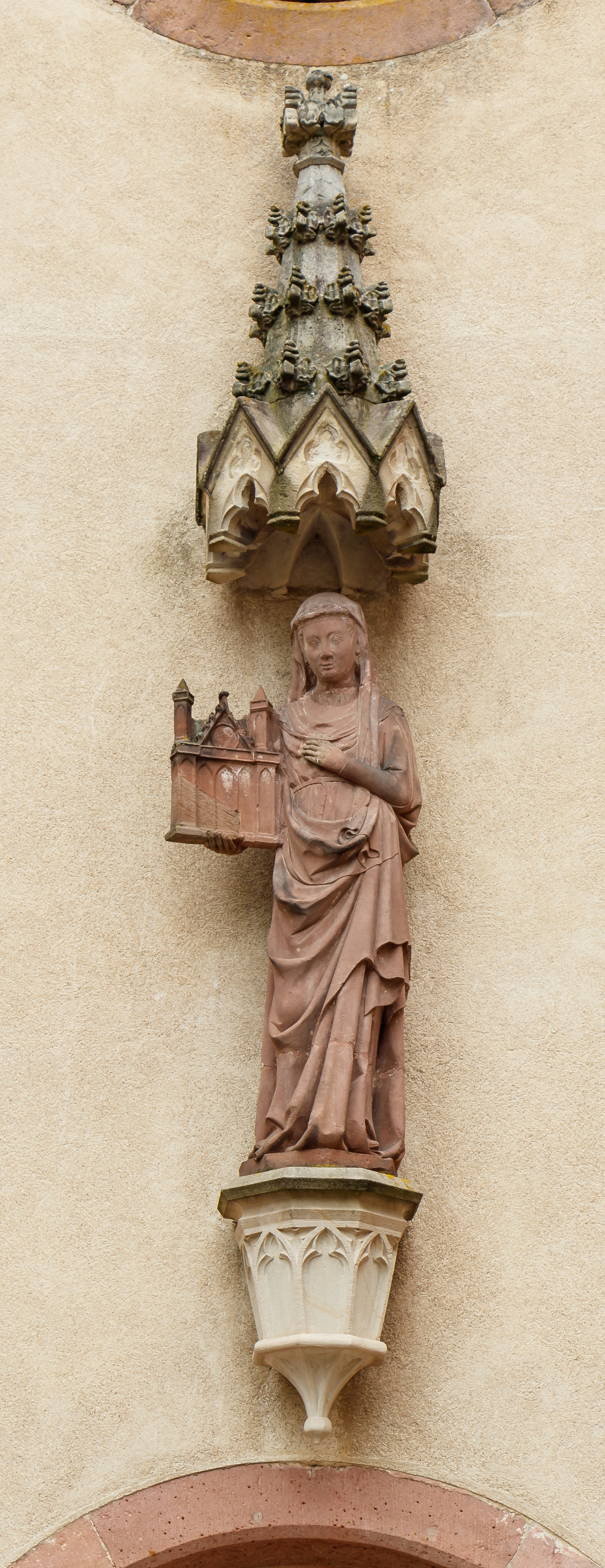
Uta von Schauenburg

Uta von Schauenburg (* ca. 1115 oder 1120; † ca. 1197) war Gründerin des Klosters Allerheiligen im Schwarzwald und Ehefrau von Welf VI.

## Leben
Sie war eine Tochter des Pfalzgrafen bei Rhein Gottfried von Calw und deshalb auch als Uta von Calw bekannt. Gottfried hatte keine männlichen Nachkommen, aber reiche Besitztümer, was Uta zu einer begehrten Partie machte. Bereits im Alter von etwa sechs Jahren wurde sie Welf VI. als Ehefrau versprochen, der von den Welfen bereits als späterer Gegenspieler der Staufer in Schwaben aufgebaut worden war und durch das Calwer Erbe gestärkt werden sollte. Vollzogen wurde die Heirat vielleicht fünf Jahre später. Diese Heirat wurde aus rein politischen und territorialen Motiven geschlossen. Aber dadurch wurde Uta von Schauenburg dynastische Tante des späteren Kaisers Friedrich Barbarossa und Heinrichs des Löwen, der Vertreter der bedeutendsten Adelshäuser der damaligen Zeit. Um 1140 kam Welf VII., ihr einziger (überlebender) Sohn, zur Welt.
In den Berichten über die Streitigkeiten um Utas Erbe, die ihr Mann Welf VI. mit ihrem Vetter Graf Adalbert IV. von Calw austrug, wurde Uta selbst nie erwähnt, obwohl um ihre Rechte gestritten wurde. Erst Jahrzehnte später, nach dem Tod des Sohnes 1167, wurde wieder über sie berichtet. Die Historia Welforum schreibt, Welf VI., der von ihr keinen Erben mehr erwarten konnte, habe sich von ihr abgewandt und den Verkehr mit anderen Frauen ihr vorgezogen. Erst 1180 habe er sie reuevoll wieder zu sich gerufen. Ob er sie zuvor verstoßen hatte oder ob sie von selbst ging und wo sie in diesen Jahren lebte, wird nicht erwähnt. Unter den Besitzungen, die Welf von seinem Schwiegervater erbte, befand sich auch die Burg Schauenburg bei Oberkirch in der Ortenau. Auch um sie wurde im Zuge der Erbstreitigkeiten gekämpft. Welf konnte sich behaupten, behielt die Burg und wies sie seiner Frau zu, die deshalb auch als Herzogin von Schauenburg in die Überlieferung einging, was auf einen längerwährenden Wohnsitz Utas dort hindeutet.
Nach dem Tod Welfs VI. 1191 stiftete Uta das Kloster Allerheiligen im Lierbachtal bei Oppenau. Von dort stammt auch eine Statue aus der Zeit um 1300, die sie als Stifterin des Klosters mit dem Kirchenmodell in der Hand zeigt. Schon bald nach der Gründung Allerheiligens 1196 starb Uta. Die Fertigstellung des Klosters erlebte sie nicht mehr. Ihre Statue ist heute über dem Portal der Fürstenkapelle des Klosters Lichtenthal zu sehen.